# 集合的消費
集合的消費（しゅうごうてきしょうひ、英：collective consumption）とは、都市社会学者マニュエル・カステルが1970年代に提示した分析概念で、生産手段から切り離せず、集団的に消費され、消費活動において使い果たされないサービスのこと。

## 「都市的なるもの」としての集合的消費
都市化とともに、人びとは、都市における生活基盤の未整備や共同性の喪失により、生活上の諸問題において外部の専門機関に頼るようになる。ここで、国家（中央政府と地方自治体）は、労働力の再生産を円滑に進め、都市における社会的緊張の解決をはかるため、住宅、交通、医療、福祉、教育、環境など各種の社会サービス（集合的消費）の提供へ積極的に介入するようになる。
すなわち、カステルにとって、「都市的なるもの」は集合的消費過程であり、都市は資本主義に固有な集合的消費過程に不可欠な単位と捉えられ、国家は、この集合的消費手段を一元的に管理することで、日常生活を支配するようになるとされる。そして、その矛盾に抵抗するのが都市社会運動である。